# الکساندر و روز وحشتناک، افتضاح، ناگوار، خیلی بد (فیلم)
الکساندر و روز وحشتناک، افتضاح، ناگوار، خیلی بد (انگلیسی: Alexander and the Terrible, Horrible, No Good, Very Bad Day) فیلمی در ژانر کمدی به کارگردانی میگوئل آرتتا است که محصول ۲۰۱۴ کمپانی والت دیزنی پیکچرز است.

## داستان
داستان از آنجایی شروع می‌شود که روز بعد جشن تولد ۱۲ سالگی «الکساندر» است اما هیچ‌کس به مهمانی او نمی‌آید و همه به جشن تولد «فیلیپ پارکر»، پسر محبوب مدرسه می‌روند. تمام اعضا خانواده «کوپر» به غیر از الکساندر هر روز زندگی شان بهتر از روز قبل است و به همین دلیل الکساندر یک کیک شکلاتی کوچک برای خود درست می‌کند و در اولین دقایق روز تولد ش آرزو می‌کند که همه، درد مشکلاتی که او دارد را حس کنند، و از آن روز همه چیز وقف مراد الکساندر است.

## بازیگران
- جنیفر گارنر در نقش کلی کوپر
- دیلان مینت در نقش آنتونی کوپر
- دونالد گلاور در نقش گرج
- جنیفر کولیج در نقش خانم ساج
- بلا تورن در نقش سیلیا (دوست دختر آنتونی)
- مگان مولالی در نقش نینا
- دیک ون دایک در نقش دیک ون دایک (خودش)
- تونی تراکس در نقش استپ
- ریضوان مانجی در نقش آقای کلارس
- اد اکسنبولد در نقش الکساندر کوپر